# 하한담
하한담(河漢潭) 또는 하은담(河殷潭)은 조선왕조 숙종·영조 때의 판소리 명창이다.
판소리 가창(歌唱)의 시조(始祖)로 알려져 있으며 출생지 및 그에 관한 주변은 미상이다. 다만 옛날 가객(歌客)들이 판소리를 가창(歌唱)할 때 소리풀이(역대 가객의 이름을 연대적으로 엮어 부르는 형식)를 하는 중에 그의 이름이 처음에 나오고 있다.